# Vidovica
Vidovica je naselje u slovenskoj Općini Podčetrtku. Vidovica se nalazi u pokrajini Štajerskoj i statističkoj regiji Savinjskoj. 

## Stanovništvo
Prema popisu stanovništva iz 2002. godine naselje je imalo 66 stanovnika.